# Kenneth Lonergan
Kenneth Lonergan (New York, 16 ottobre 1962) è uno sceneggiatore, drammaturgo e regista statunitense.
Nel 2017 ha vinto un Oscar alla migliore sceneggiatura originale per il film Manchester by the Sea, per il quale viene nominato anche nella categoria "Miglior regista".
Di madre ebrea, psichiatra, e padre irlandese, medico, cresce da ebreo laico. È sposato dal 2000 con l'attrice J. Smith-Cameron, da cui ha avuto una figlia, Nellie.

## Filmografia

### Regista
- Conta su di me (You Can Count on Me) (2000)
- Margaret (2011)
- Manchester by the Sea (2016)

### Sceneggiatore

#### Cinema
- Terapia e pallottole (Analyze This), regia di Harold Ramis (1999)
- Conta su di me (You Can Count on Me), regia di Kenneth Lonergan (2000)
- Le avventure di Rocky & Bullwinkle (The Adventures of Rocky & Bullwinkle), regia di Des McAnuff (2000)
- Gangs of New York, regia di Martin Scorsese (2002)
- Un boss sotto stress (Analyze That), regia di Harold Ramis (2002)
- Margaret, regia di Kenneth Lonergan (2011)
- Manchester by the Sea, regia di Kenneth Lonergan (2016)

#### Televisione
- Casa Howard (Howards End) – miniserie TV (2017)

### Attore
- Conta su di me (You Can Count on Me), regia di Kenneth Lonergan (2000)
- Marie e Bruce - Finché divorzio non vi separi (Marie and Bruce), regia di Tom Cairns (2004)
- Margaret, regia di Kenneth Lonergan (2011)
- Manchester by the Sea, regia di Kenneth Lonergan (2016) - cameo